# Simulium labellei
Simulium labellei är en tvåvingeart som beskrevs av Peterson 1993. Simulium labellei ingår i släktet Simulium och familjen knott.
Artens utbredningsområde är Texas. Inga underarter finns listade i Catalogue of Life.